# Ешелон (розвідувальна система)

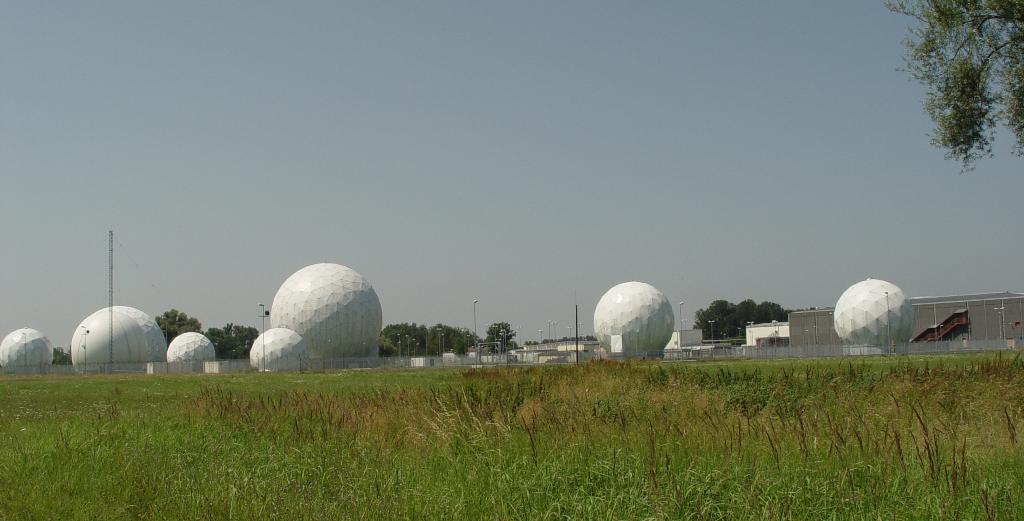
Echelon Field Station 81

«Ешелон» — глобальна система радіоелектронної розвідки, головним оператором якої є Агентство національної безпеки США. «Ешелон» являє собою розгалужену інфраструктуру, яка охоплює станції наземного спостереження, розташовані по всьому світі. В системі «Ешелон» беруть участь:
- Агентство національної безпеки США
- Australian Defense Signals Directorate (DSD)
- Центр урядового зв'язку Великої Британії GCHQ
- NZ Government Communications Security Bureau
- Canada Communications Security Establishment (CSE).

Окрім того, «Ешелон» використовує технологічну інфраструктуру інших країн.

## Історія
Офіційна історія Ешелону почалася в 1947 році, коли між США і Англією було укладено таємну угоду «UKUSA Agreement», за якою ці держави об'єднували свої технічні та людські ресурси у сфері глобального електронного шпигунства. Базою для Ешелону стали потужні підрозділи технічно розвідки, створені в роки Другої світової війни спецслужбами США і Великої Британії. Саме вони розпочали створення всесвітньої системи прослуховування. Обов'язки учасників альянсу були чітко зафіксовані в «UKUSA Agreement». Трохи пізніше до США і Англії приєдналися Канада, Австралія і Нова Зеландія. Керівники радіорозвідок держав «п'ятірки» щорічно збиралися разом, щоб обговорити питання планування і координації діяльності по напрямках глобальної розвідки.
Пізніше до альянсу приєдналися ряд країн НАТО, в тому числі Норвегія, Данія, ФРН й Туреччина.